# ایساک یونانسیان
ایساک یونانسیان (ارمنی: Իսակ Իւնանեսյան؛ زاده ۱۶ اسفند ۱۳۵۴) از ارمنی‌های گیلان می‌باشد. وی نویسنده، مترجم و رئیس هیئت مدیره مؤسسه ترجمه و تحقیق هور و پژوهشگر مسایل قفقاز و ترکیه می‌باشد.

## زندگی‌نامه
ایساک یونانسیان در ۱۶ اسفند ۱۳۵۴، در شهر رشت و در یک خانواده ارمنی بدنیا آمد. پدر و مادرش در آن زمان ساکن شهر بندرانزلی بودند. پدرش «میکائیل یونانسیان» خواهرزاده نیکوکار ارمنی دکتر آرسن میناسیان، بود. مادرش «مِدیک ملیکیان» زاده جلفای اصفهان، هنرمند و کارمند سابق وزارت فرهنگ ایران بود.
ایساک یونانسیان، تحصیلات ابتدایی را در دبستان حضرت مریم، تحصیلات متوسطه را در مدرسه «نبوت» و دبیرستان را در مدرسه «دکتر معین» بندر انزلی به پایان رساند. وی در سال ۱۳۷۴، در کنکور سراسری شرکت کرده و ابتدا در رشته دامپزشکی دانشگاه شیراز و سپس در رشته مهندسی محیط زیست دانشگاه دانشگاه آزاد اسلامی واحد لاهیجان قبول شد. علاقه وی به مباحث محیط زیست و طبیعت باعث شد تا وی در این رشته ثبت نام کرده و در سال ۱۳۷۸ در مقطع کارشناسی فارغ‌التحصیل شد. سپس در سال ۱۳۷۹، در آزمون کارشناسی ارشد مهندسی محیط زیست، دانشگاه آزاد اسلامی واحد علوم و تحقیقات تهران، شرکت و با رتبه ۴ در این رشته قبول و در سال ۱۳۸۱ فارغ‌التحصیل شد. وی بلافاصله در همان سال در مقطع دکترا این دانشگاه پذیرفته شد اما انصراف داد. وی پس از وقفه ای طولانی در سال ۱۳۹۷، در دانشگاه دولتی ایروان در مقطع دکترا ثبت نام نموده و ترم آخر را می‌گذراند.
ایساک یونانسیان در سال ۱۳۸۴، مهندسین مشاور «ارزیابان طبیعت» را بنیان گذاشت و کار مطالعات زیست‌محیطی را آغاز کرد که تا کنون نیز ادامه دارد. وی همچنین از سال ۱۳۸۵، بعنوان کارشناس ارشد محیط زیست با شرکت مهندسین مشاور زمیران همکاری می‌کند.

## نویسندگی

کتاب سایه مسیح

کتاب عملیات نمسیس

- کتاب: سایه مسیح، (زندگینامه دکتر آرسن خاچاطور میناسیان) سال ۱۳۹۵، نشر معارف[۴]
- کتاب: عملیات نِمِسیس، سال ۱۳۹۷، نشر معارف[۵]
- کتاب: مسئله آرتساخ -قراباغ، سال ۱۳۹۶، نشر هزار کرمان[۶][۷][۸]
- کتاب: نسل‌کشی ارمنیان، ریشه‌ها و پیامدها، ۱۹۱۵–۱۹۲۳م. سال ۱۳۹۵،نشر ثالث[۸][۹]
- کتاب: ایالات متحده آمریکا و نسل‌کشی ارمنیان، سال ۱۳۹۸، نشر معارف[۱۰]
- کتابچه: اعتراف (حدیث ترک‌ها از نسل‌کشی ارمنیان)، سال ۱۳۹۴،آلیک[۱۱]
- کتابچه: آنچه باید از نسل‌کشی ارمنیان دانست، سال ۱۳۹۸، روزنامه آلیک

## تحلیل سیاسی
- تصویب لایحه شناسایی نسل‌کشی ارمنیان؛ دیر باشد، خوش باشد.[۱۲]
- ارمنستان پل اقتصادی میان ایران و اروپا (بررسی روابط تهران و ایروان در اتاق خبر)[۱۳]
- جای خالی پروفسور عنایت‌الله رضا محسوس است، در رابطه با نسل‌کشی ارامنه کم‌کاری زیادی صورت پذیرفت[۱۴]
- در ایسکانیوز بررسی شد: احیای امپراتوری عثمانی یا فروپاشی ترکیه؟[۱۵]
- تأثیر شناسایی نسل‌کشی ارمنیان توسط دولت‌ها بر ترکیه (مرکز بین‌المللی مطالعات صلح)[۱۶]
- یونانسیان: ناآرامی‌های امروز ارمنستان کودتا نیست[۱۷]
- قطعنامه تجمع ارامنه تهران در حمایت از شهر ارمنی نشین کسب (سوریه)[۱۸]
- ایساک یونانسیان در گفتگو با هفته نامه ملت و دولت: آنچه بر ارامنه رفت نسل‌کشی بود.[۱۹]
- گزارش جلسه سخنرانی در خصوص اوضاع سیاسی قفقاز در سال ۱۹۱۸ میلادی و وقایع جنگ سارداراباد.[۲۰]
- روند شناسایی رسمی نسل‌کشی ارمنیان از سوی پارلمان آلمان و پیامدهای حقوقی و اهمیت آن بررسی شد.[۲۱]
- گزارش نشست تحلیلی نوعثمانیسم از قفقاز تا شامات.[۲۲]
- ما در ارمنستان بزودی شاهد شرایط ناپایدار اقتصادی و امنیت داخلی خواهیم بود.[۲۳]
- سرنوشت ارمنیان برای کردها درس عبرت نشد.[۲۴]
- سیاست آب در برابر نفت / اجرای غیرقانونی طرح‌های سد سازی ترکیه بر رودخانه‌های بین‌المللی.[۲۵]

## مقاله‌ها
- ویگن سلطان جاز یا سلطان پاپ؟ نویسنده:ایساک یونانسیان[۲۶]
- ارمنیان و تئاتر رشت. (مرکز تحقیقات کامپیوتری علوم اسلامی)[۲۷]
- به یاد محمد قاضی پدر ترجمهٔ نوین ایران:ایساک یونانسیان[۲۸]
- رویدادی تلخ در تاریخ معاصر مقاله ای در مرکز دائرةالمعارف بزرگ اسلامی[۲۹]
- «ارمنی‌های تئاتر گیلان: ترجمه و اجرا در شهر باران: نوشته: ایساک یونانسیان[۳۰]
- روند شکل‌گیری احزاب انقلابی ارمنی در ترکیه عثمانی.[۳۱]

## مترجمی
- کتاب: آزناوور به قلم آزناوور، سال ۱۳۹۹، نشر نشانه[۳۲]
- کتاب: نسل‌کشی آشوریان در امپراتوری عثمانی، سال۱۴۰۰، نشر معارف

## فعالیت فرهنگی
- مراسم گرامیداشت سلما کویومجیان، باستان‌شناس ارمنی الاصل در تهران برگزار گردید.[۳۳]
- برپایی نمایشگاه چهره‌های تأثیرگذار ارمنی در هنر ایران.[۳۴]
- یادی از شاعران، نویسندگان و مترجمان ایرانی ارمنی[۳۵][۳۶][۳۷]
- گزارش مراسم شب بزرگداشت دکتر احمد نوری‌زاده شاعر پارسی گوی ملت ارمنی.[۳۸]